# Tochinoshin Tsuyoshi
Tochinoshin Tsuyoshi (栃ノ心 剛), de son vrai nom Levan Gorgadze, est un lutteur sumo né à Mtskheta en Géorgie le 13 octobre 1987. Commençant sa carrière en mars 2006, il est membre de l'école Kasugano (en). Il atteint la première division (Makuuchi) en novembre 2008 juste deux ans après ses débuts. Son plus haut rang atteint est ōzeki (deuxième plus haut niveau possible dans le monde des sumo). En janvier 2018, il remporte son premier yūshō, devenant ainsi le premier géorgien à accomplir cet exploit. Il met fin à sa carrière en mai 2023.

## Biographie
Levan Gorgadze naît le 13 octobre 1987, à Mtskheta, en Géorgie. Dès l'adolescence, il pratique le judo et le sambo. Il participe au championnat du monde junior de sumo en 2004 à Osaka au Japon, et au championnat du monde en 2005. Il s’entraîne au prestigieux club Nichidai à l'université Nihon qui l'encourage à poursuivre une carrière professionnelle. 
Début 2006, il est recruté par l'ancien sekiwake (troisième plus haut niveau possible dans le monde des sumo), Tochinowaka Kiyotaka (en). Après neuf tournois avec un bilan positif (plus de victoires que de défaites), il accède aux deux premières divisions (sekitori) en janvier 2008 avec son entrée dans la deuxième division (jūryō) dans laquelle il remporte aussitôt le championnat (yūshō) avec un résultat de douze victoires pour trois défaites.
En mai 2008, après son entrée en première division (makuuchi), il obtient son premier bilan négatif (plus de défaites que de victoires), mais gagne assez de combats pour rester en deuxième division. Il monte au rang de maegashira 4 en novembre 2008, mais face à des adversaires de niveau supérieur, il ne peut remporter que trois victoires sur quinze combats. Cependant, en juillet 2009, il termine sur un score de 9-6 au rang maegashira 5 et est promu au rang de maegashira 1 lors du tournoi de septembre. Il ne peut remporter que quatre combats sur quinze, mais obtient le meilleur résultat de sa carrière en novembre en finissant deuxième après Shō Hakuhō après un bilan de 12-3 et gagne un prix spécial pour sa combativité (kantō-shō). Cependant, en janvier 2010, une défaite contre Hokutōriki Hideki (en) dans le dernier jour lui coûte sa chance d'accéder aux quatre premiers niveaux (san'yaku) de la division.
Pendant le tournoi de mai 2011, il bat quatre ōzeki (deuxième niveau le plus élevé) de suite du 2e au 5e jour (devenant, de ce fait, la seconde personne sous le niveau sekiwake à avoir fait cela, après Masurao Hiroo (en) en 1987), et gagne un second prix spécial pour sa combativité (Kantō-shō) partagé avec Aran Hakutora. Il est promu au rang de komusubi (4e niveau de la première division) pour la première fois au tournoi de juillet 2010. Il est rétrogradé à la suite d'un bilan de 6-9, mais redevient komusubi en novembre.
En mai 2011, il fait sa meilleure performance dans la première division, finissant encore une fois deuxième après Shō Hakuhō avec un résultat de 12-3 et il remporte un autre prix spécial pour sa combativité. Il redevient komusubi au tournoi de juillet 2011. 
Tochinoshin connait un long passage à vide à la suite d'une blessure au genou lors du Nagoya Basho de 2013 (juillet). Il ne participe alors pas aux trois basho suivant, ce qui le fait tomber jusqu'en division makushita, la troisième division du sumo. Il met plus d'un an pour remonter en makuuchi et y remonte huit basho après en être sorti, en remportant trois yūshō de suite, deux en makushita et un en jūryō. Il ne quitte alors plus la division makuuchi et atteint même brièvement le grade de sekiwake à l'occasion du Nagoya Basho de 2016. 
Lors du Hatsu Basho de 2018, Tochinoshin remporte son premier yūshō sur le score de 14-1 à deux victoires du second Takayasu, dans un basho particulier marqué par le retrait, deux mois auparavant, du yokozuna Harumafuji et les abandons de deux des trois yokozuna restants, Hakuhō et Kisenosato. Il devient ainsi le premier géorgien à accomplir cet exploit et le seul vainqueur qui ne soit ni bulgare, ni estonien, ni japonais, ni hawaïen et ni mongol. Sa performance est d'autant plus mémorable qu'il l'accomplit en tant que maegashira 3, c'est-à-dire en commençant le tournoi au dernier rang de la première division. Cela ne s'était pas vu depuis 2012 et la victoire de Kyokutenhō au Natsu Basho de cette année.
Avec des scores de 10-5 et 13-2 sur les deux tournois suivants, il totalise 37 victoires au cours des trois derniers tournois, et se voit donc promu ōzeki. Il est dans l'histoire le troisième ōzeki originaire d'Europe après Kotoōshū et Baruto, et le quatrième lutteur le plus âgé à être promu à ce rang depuis 1958,.
Tochinoshin se retire le cinquième jour du tournoi de janvier 2019, après quatre défaites, s'étant blessé à une cuisse avant le tournoi. Au tournoi de mars 2019, alors kadoban, il finit le tournoi avec sept victoires et huit défaites, et est donc rétrogradé au rang de sekiwake pour le tournoi de mai après avoir été deux fois de suite makekoshi.
Il retrouve son rang d’ōzeki immédiatement pour les tournois de juillet et septembre 2019, avant d'être de nouveau rétrogradé sekiwake puis maegashira en 2020. En 2023, il descend en deuxième division (juryō).
En mai 2023, après cinq défaites en cinq rencontres lors du tournoi d'été à Tokyo, il annonce sa retraite, après 22 ans de sumo professionnel. 

## Style de combat

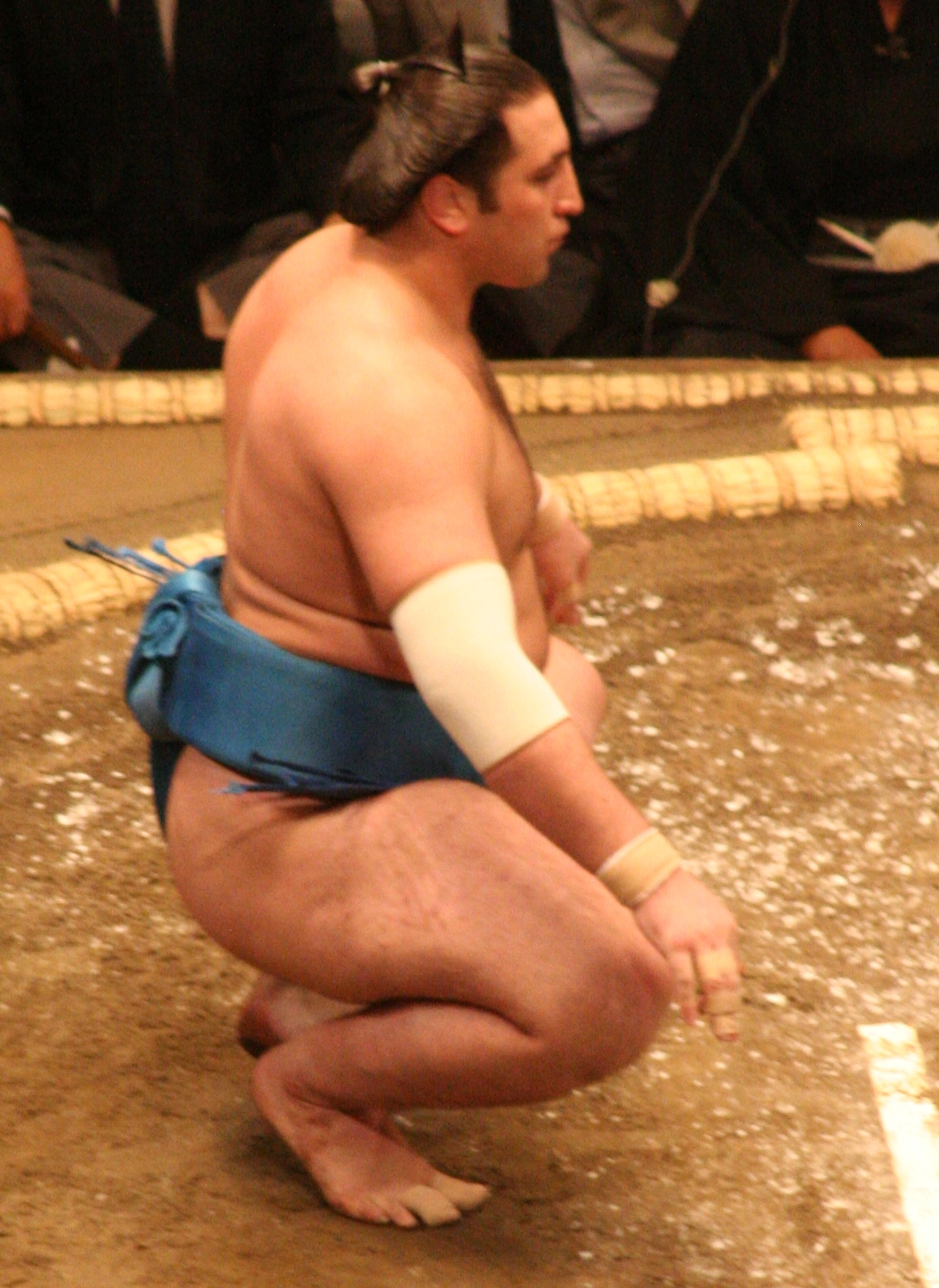
Tochinoshin en mai 2009.

Tochinoshin favorise les techniques yotsu-sumo, préférant agripper ses adversaires plutôt que de les pousser. Sa prise la plus fréquente de la ceinture (mawashi) est migi-yotsu (sa main droite à l'intérieur et sa main gauche à l'extérieur des bras de son adversaires). Son coup gagnant le plus fréquent est yori kiri (forcer à sortir) mais il utilise aussi uwatenage (jeté à bout de bras).

## Vie personnelle
Il s'entend très bien avec son compatriote Kokkai Futoshi qui l'a aidé quand il avait le mal du pays après son arrivée au Japon.
Tochinoshin est marié depuis janvier 2016.